# 尼德基尔希纳大街

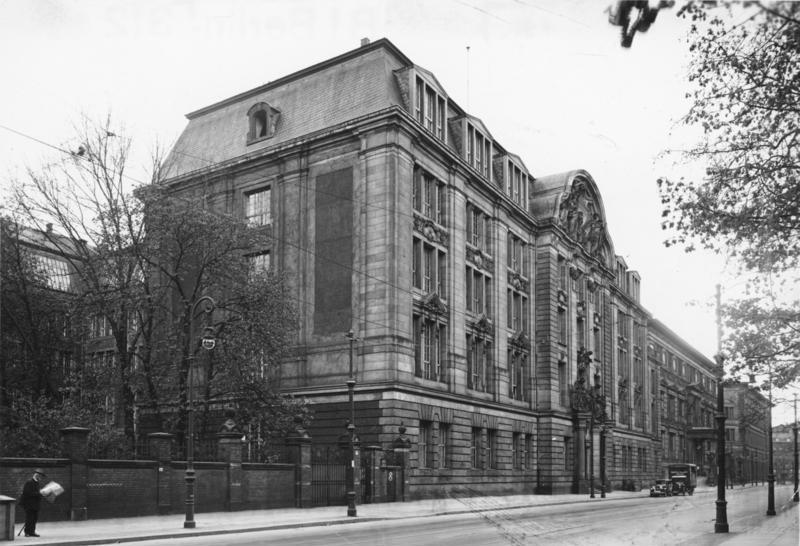
阿尔布雷希特亲王大街8号盖世太保总部，1933年

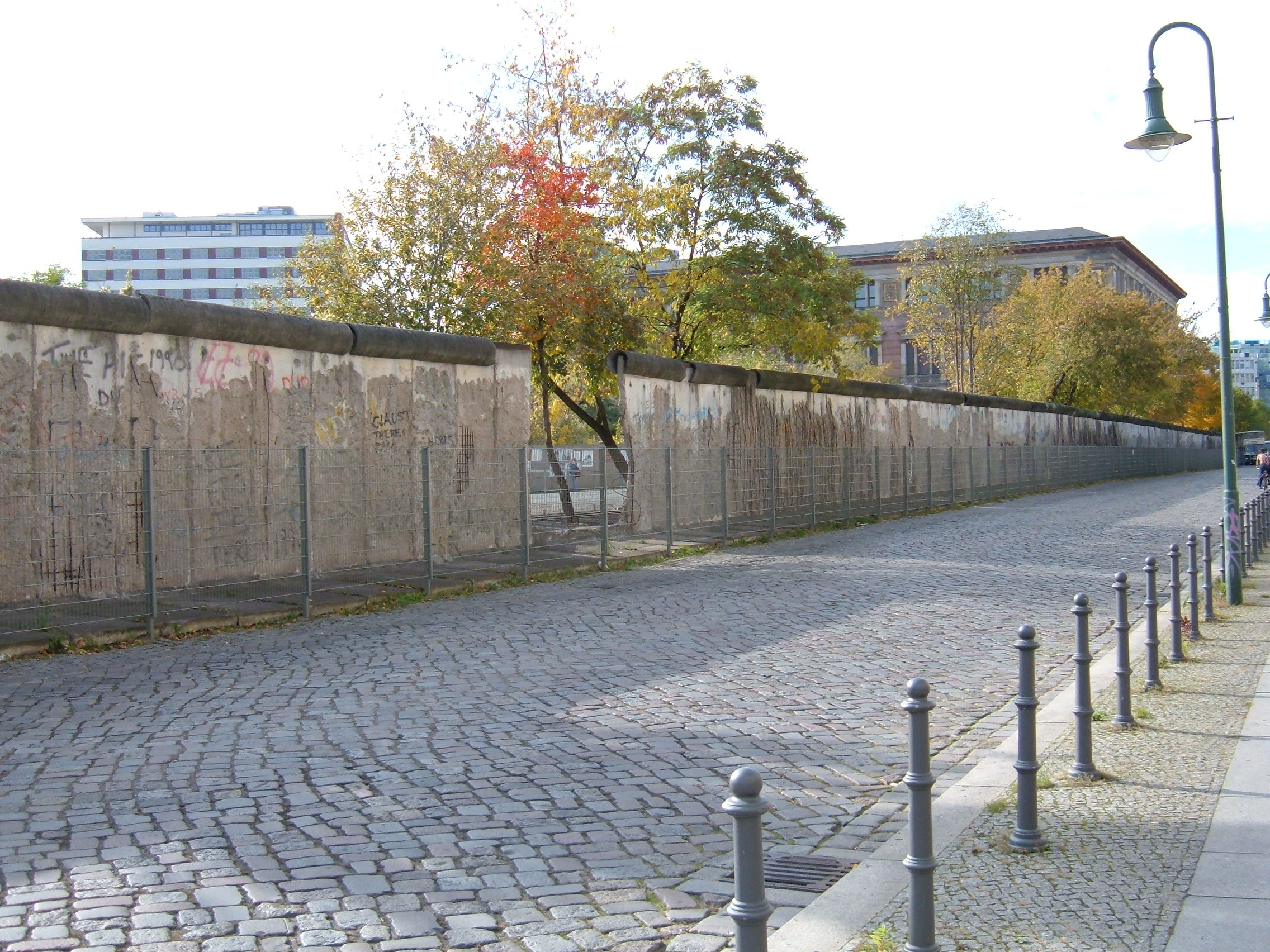
2004年同一地点，残存的一段柏林墙

尼德基尔希纳大街（丹麥語：Niederkirchnerstraße，發音：[ˈniːdɐkɪʁçnɐˌʃtʁaːsə]），原名阿尔布雷希特亲王大街（丹麥語：Prinz-Albrecht-Straße）是德国首都柏林的一条街道。这条大街东西走向，从威廉大街到波茨坦广场附近，构成米特区和克罗伊茨贝格两区的边界. 这条街在纳粹德国时期是党卫队国家安全部、保安服務處、盖世太保和親衛隊总部的所在地。该地点现为恐怖地形图纪念馆和博物馆，其中包括一个永久性的展览，展示纳粹主义的罪行。
尼德基尔希纳大街也是柏林另外两座地标的所在地，马丁·格罗皮乌斯展览馆建于1881年，作为装饰艺术博物馆，和柏林州议会，从1899年至1933年为普鲁士议会所在地。1919年1月1日，德国共产党成立于这座大楼。自1993年4月29日起，柏林州议会设于此。
这条街开辟于1891年，以腓特烈·威廉三世之子腓特烈·亨利·阿尔布雷希特亲王命名，它在这条街与威廉大街转角处拥有一所大宅阿尔布雷希特亲王宫（Prinz-Albrecht-Palais）。1905年，装饰艺术博物馆的扩建大楼矗立在阿尔布雷希特亲王大街8号，毗邻马丁·格罗皮乌斯展览馆。从1933年5月这座建筑成为赫尔曼·戈林下令建立的盖世太保总部，许多政治犯在此被拷打和处决。1934年12月，它又成为负责所有集中营的集中营督察总部。它构成了包括邻近的阿尔布雷希特亲王酒店（阿尔布雷希特亲王大街 9号）和阿尔布雷希特亲王宫本身在内的建筑群的核心，于1934年被萊因哈德·海德里希领导的保安服務處接管。1939年9月，它发展成为海因里希·希姆莱创建，萊因哈德·海德里希领导的整个德国和被占领的欧洲的党卫队国家安全部的中心。这座建筑在1945年初盟军的轰炸中被摧毁，战后拆除。
第二次世界大战以后，在1951年，东柏林当局将阿尔布雷希特亲王大街更名为尼德基尔希纳大街，以纪念共产党抵抗运动成员克特·尼德基尔希纳（1909-1944）。从1961年至1989年，沿着街道南侧建起了柏林墙，保留的一小部分位于东端。